# Ignace Hoff
Pour les articles homonymes, voir Hoff.
Ignace Hoff (Marmoutier, 20 juillet 1836 – Paris, 29 mai 1902), communément appelé le Sergent Hoff, est un sous-officier français célèbre pour s'être illustré pendant le siège de Paris durant la guerre franco-prussienne de 1870.

## Biographie
Né à Marmoutier dans le Bas-Rhin, il est le fils d'un tisserand, Reinhard Hoff et de Marie Anne Dietrich,. Il quitte jeune le foyer familial pour travailler comme ouvrier-plâtrier. Appelé par la loi du recrutement, il est incorporé en 1856 dans un régiment d'infanterie, et se réengage pour sept ans en 1863. Il est promu caporal en 1867 puis sergent en 1869. Lorsque la guerre de 1870 éclate, il est sergent au 25e de ligne à Belle-Île-en-Mer.

### La guerre de 1870 et le siège de Paris

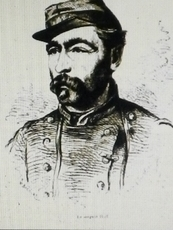
Portrait d'Ignace Hoff.

Incorporé au 7e régiment de marche, qui deviendra le 107e régiment d'infanterie, il combat avec le 13e corps du général Vinoy et rentre à Paris lors de la retraite vers la capitale. Cantonné près de Vincennes, le Sergent se distingue alors par d’audacieux coups de main sur les avant-postes allemands. Auparavant inconnu hors de son régiment, le siège de la capitale lui donne l'occasion d'exprimer son intrépidité, encore renforcée par la mort de l'un de ses trois frères au combat et l'exécution de son père par les Prussiens. Cette dernière nouvelle se révéla fausse par la suite. Ses embuscades de nuit, savamment préparées et organisées en petites escouades de volontaires, coûtent la vie à vingt-sept Prussiens pendant le siège. Une de ses opérations parvient même à déloger les Allemands de l’île des Loups, à Nogent-sur-Marne.

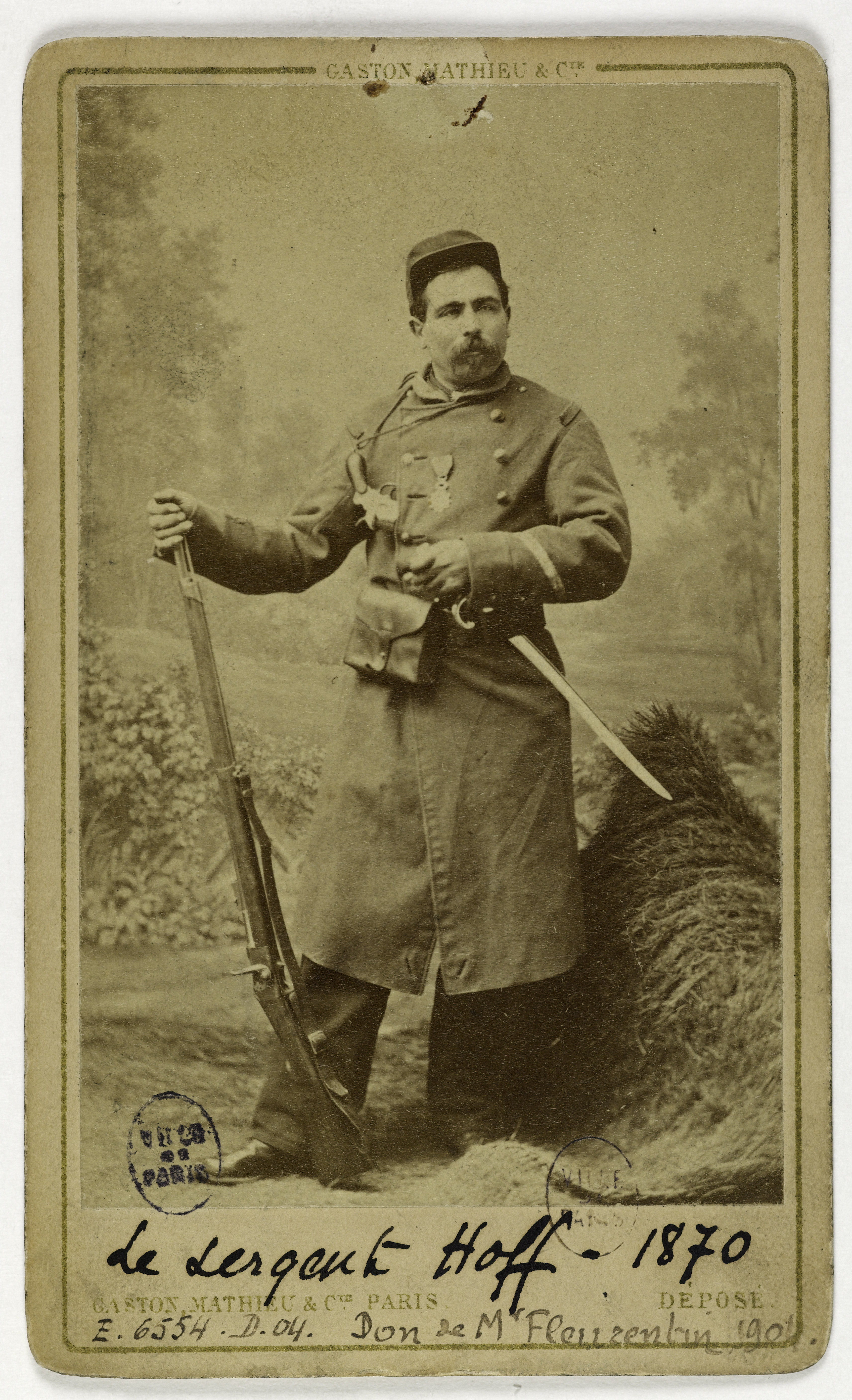
Photographie d'Ignace Hoff, avant 1871.

Très vite Hoff devient populaire et les journaux se chargent d'amplifier ses actions de guerre, tandis que sa tête est mise à prix par les Prussiens. Parmi une population assiégée et démoralisée, le Sergent devient un héros romanesque relevant l’honneur de la patrie humiliée. Il est décoré de la Légion d’honneur par le général d’Exéa le 6 novembre 1870 et mis à l'ordre du jour du 107e régiment d'infanterie de ligne le 19 novembre 1870 par le général Trochu, gouverneur de Paris. Cherchant un homme résolu et parlant l’allemand pour porter une lettre à Bazaine dans Metz assiégée, c’est tout naturellement vers Hoff que se tourne le ministre de la Guerre Adolphe Le Flô.
Après cette expédition, Hoff est affecté au 25e de ligne et prend part à la bataille de Champigny où il est fait prisonnier avant d’être emmené en captivité au camp de Grimpert, près de Cologne. Craignant des représailles, il parvient pendant plus de trois mois à dissimuler sa véritable identité aux Allemands sous le pseudonyme de Wolff.
Après la signature du traité de paix, Hoff rentre en France le 10 mai 1871 et est incorporé dans l’armée de Versailles qui se prépare à marcher contre la Commune. Il est blessé au bras gauche lors de l’attaque d’une barricade de la rue de Lisbonne. C’est en sortant de l’hôpital qu’il apprend que sa disparition, lors de la bataille de Champigny, a sérieusement terni sa légende : la presse parisienne en avait fait un espion du nom de Hentzel, au service de l’armée allemande et ayant abusé de la confiance de ses camarades et chefs. Le sergent se rend aux bureaux des journaux en question et parvient à obtenir excuses et rectifications. Satisfait, Hoff reconquiert la sympathie des Parisiens.

### Après guerre
Libéré du service militaire, ses onze blessures et ses nombreux exploits lui valent une proposition de grade d’officier dans l’armée des Indes par l’administration militaire anglaise. Déclinant l’offre, il est nommé gardien du square des Arts-et-Métiers et pendant cinq ans de la colonne Vendôme, avant d’être nommé gardien de l'Arc-de-Triomphe.
Héros populaire du siège de Paris, Ignace Hoff meurt à son domicile du 34 rue de Montenotte dans le 17e arrondissement de Paris le 29 mai 1902 , la veille de sa retraite. Il est enterré avec les honneurs militaires au cimetière du Père-Lachaise (division 4). Sa sépulture est une concession gratuite par arrêté préfectoral du 20 août 1902. La statue qui orne sa tombe, financée par une souscription publique, est du sculpteur Auguste Bartholdi dont ce sera la dernière œuvre.

## Postérité
Personnalité quelque peu oubliée par la postérité mais abondamment mythifiée en son temps, le sergent peut être perçu comme le type même de l'Alsacien patriote, lavant par son courage et sa dévotion l'honneur national bafoué et l'humiliation née de la perte de l'Alsace-Lorraine. Édouard Sitzmann le cite comme : « le type du soldat de France et du fils de la vieille Alsace, souriant et résolu, faisant son devoir sans phrase et servant son pays sans autre ambition que l'indépendance ou la gloire de la patrie. »
Une rue du 17e arrondissement de Paris porte son nom : la rue du Sergent-Hoff. Un monument en son honneur sculpté par Jean Magrou a été érigé à Bry-sur-Marne, et une rue y porte son nom. Une rue de Marmoutier porte également son nom.
Marié le 8 mars 1873 à Agathe Boron avec laquelle il a un fils né en 1866, Ignace-Henri Hoff. Ce dernier fera une carrière de diplomate, il était vice-consul de France à Glasgow lors du décès de son père.

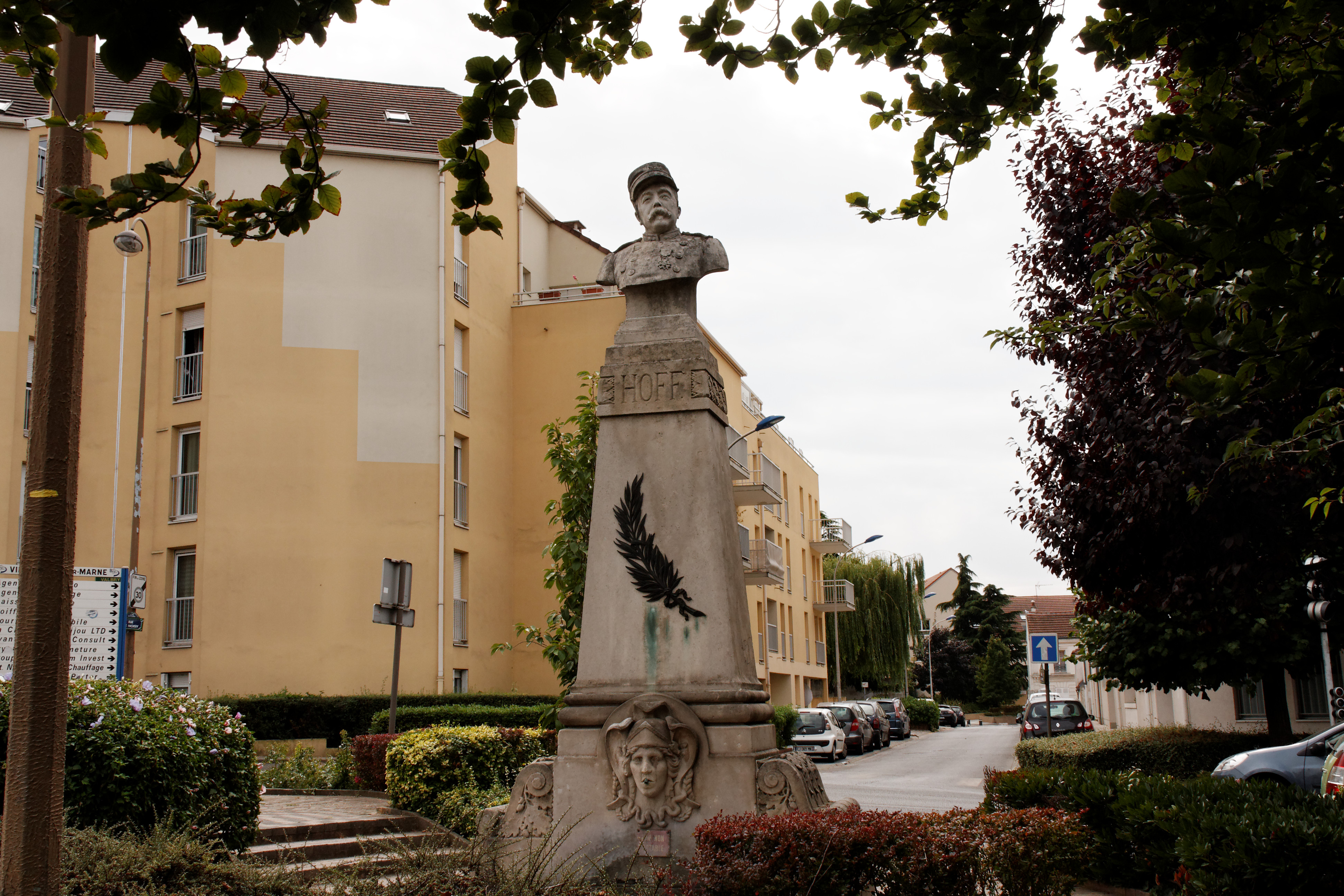
Jean Magrou, Monument au sergent Hoff (vers 1903), Bry-sur-Marne.
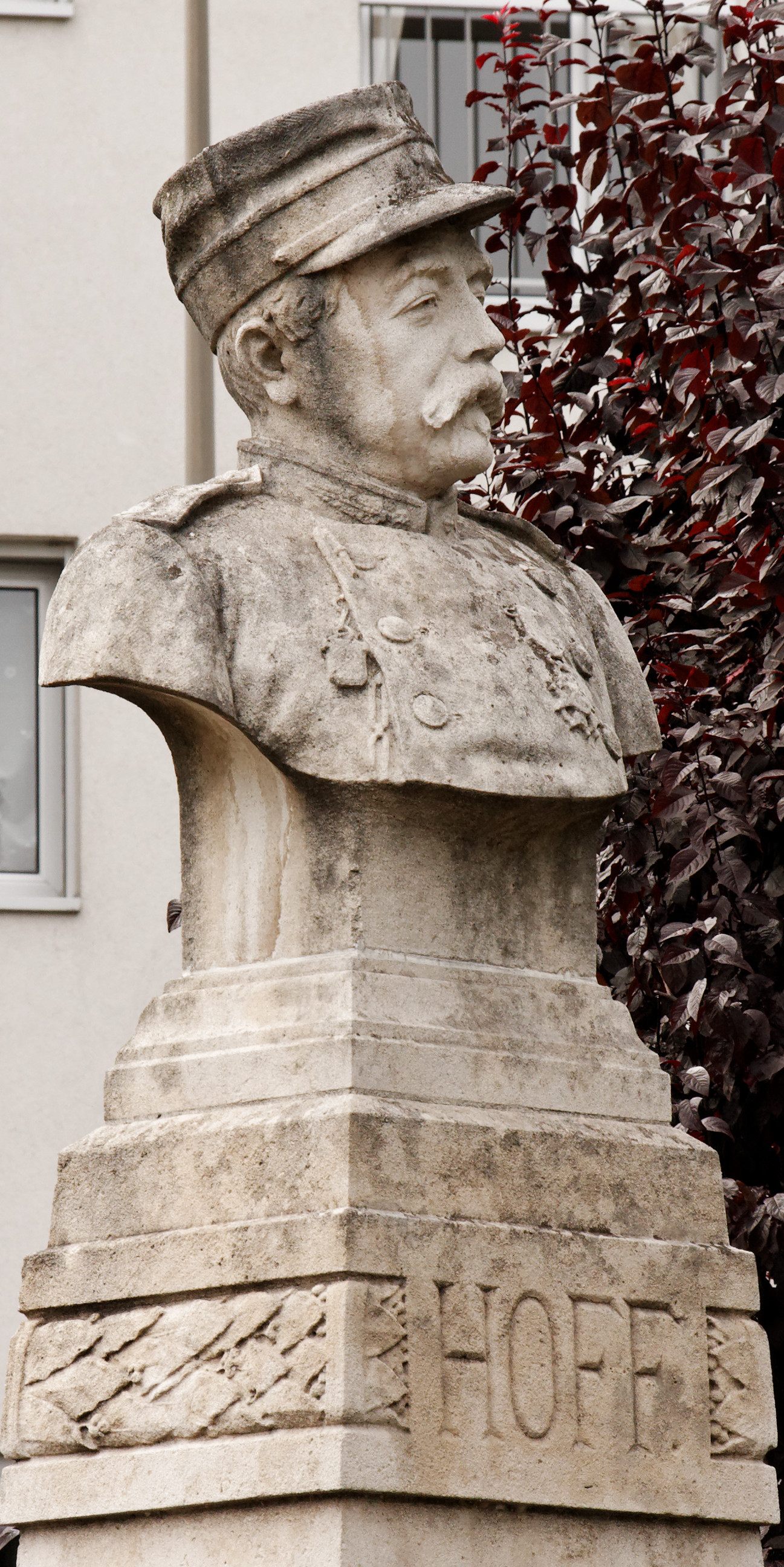
Détail du Monument au sergent Hoff.